# Municipio de Chilhowee
El municipio de Chilhowee (en inglés: Chilhowee Township) es un municipio ubicado en el condado de Johnson en el estado estadounidense de Misuri. En el año 2010 tenía una población de 1140 habitantes y una densidad poblacional de 6,19 personas por km².

## Geografía
El municipio de Chilhowee se encuentra ubicado en las coordenadas 38°37′28″N 93°52′10″O / 38.62444, -93.86944. Según la Oficina del Censo de los Estados Unidos, el municipio tiene una superficie total de 184.24 km², de la cual 183,88 km² corresponden a tierra firme y (0,2 %) 0,36 km² es agua.

## Demografía
Según el censo de 2010, había 1140 personas residiendo en el municipio de Chilhowee. La densidad de población era de 6,19 hab./km². De los 1140 habitantes, el municipio de Chilhowee estaba compuesto por el 97,19 % blancos, el 0,18 % eran afroamericanos, el 0,53 % eran amerindios, el 0,18 % eran asiáticos y el 1,93 % eran de una mezcla de razas. Del total de la población el 0,53 % eran hispanos o latinos de cualquier raza.